# Gaurax densipilus
Gaurax densipilus är en tvåvingeart som först beskrevs av Oswald Duda 1934.  Gaurax densipilus ingår i släktet Gaurax och familjen fritflugor. Inga underarter finns listade i Catalogue of Life.